# Niculae Spiroiu
Niculae Spiroiu (n. 6 iulie 1936, București, România – d. 31 martie 2022, București, România)  a fost un inginer și general de armată român, care a îndeplinit funcția de ministru al apărării naționale (1991-1994).

## Biografie
Niculae Spiroiu s-a născut la data de 6 iulie 1936, în municipiul București, tatăl său, Constantin Spiroiu, fiind originar din satul Glodu, comuna Budișteni (județul Argeș). 
A urmat studiile primare la Școala Primară din Budișteni (1943-1947), cele secundare la Liceul „Mihai Viteazul“ din București (1947-1954) și apoi Școala de Ofițeri de Tancuri și Auto din Pitești, pe care a absolvit-o în anul 1960, cu gradul de locotenent tehnic.
După absolvirea Școlii de ofițeri, a îndeplinit funcția de comandant de pluton și lector la Școala de Subofițeri de Tancuri și Auto din Pitești (1960-1965). A urmat apoi cursurile Academiei Tehnice Militare din București (1965-1971), devenind căpitan inginer de tancuri și auto. În 1984 a absolvit Colegiul Superior de Stat Major obținând licenta în Strategie,
Arta Operativă și Doctrină.
Având absolvită și Academia Tehnică cu diploma de inginer, Spiroiu a lucrat ca cercetător științific, coordonator al programelor de dezvoltare a tehnicii blindate și autovehiculelor militare (1970-1981), iar apoi a devenit șef al Secției Dezvoltare (1981-1986), adjunct al șefului (1986-1990) și șef (1990) în Direcția Tehnică Tancuri și Auto a Comandamentului Infanteriei și Tancurilor. În perioada Revoluției din decembrie 1989, avea gradul de colonel inginer. El a condus unitatea motorizată care a mutat arhiva CC al PCR din sediul Comitetului Central în depozitele armatei.  Abia în anul 1995 Armata a început să predea dosare ale PCR către Arhivele Naționale, procesul acestei preluări prelungindu-se până în anul 2000.
Niculae Spiroiu a fost înaintat în gradul de general-maior (cu 1 stea) prin Decretul președintelui Consiliului Frontului Salvării Naționale, Ion Iliescu, din 28 decembrie 1989. 
La data de 8 noiembrie 1990, generalul-maior Niculae Spiroiu a fost numit în funcția de secretar de stat și șef al Departamentului înzestrării armatei din Ministerul Apărării Naționale.  În perioada 30 aprilie 1991 - 6 martie 1994, generalul-locotenent Niculae Spiroiu a îndeplinit funcția de ministru al apărării naționale în guvernele conduse de Petre Roman, Teodor Stolojan și Nicolae Văcăroiu. 
La data preluării funcției de ministru al apărării, "starea de spirit a armatei era caracterizată de: nemulțumirea cadrelor, generată de cele peste 7.000 de avansări la excepțional, în cea mai mare parte nemeritate, făcute fără discernământ, de către fostul ministru Militaru, în doar câteva săptămâni; îngrijorarea față de noile surse de insecuritate care amenințau țara, în condițiile vulnerabilității politice, economice și sociale create de tranziție și al contextului international nefavorabil din zona noastră geografică." 
În calitate de ministru al apărării, el a inițiat apropierea României de NATO, a sprijinit lucrările Comisiei senatoriale de anchetă asupra evenimentelor din decembrie 1989, punându-i la dispoziție toate documentele, mărturiile, probele și facilitățile solicitate. De asemenea, a susținut colectivul însărcinat să elaboreze o Carte Albă a participării armatei la evenimente. 
Generalul Spiroiu a  fost eliberat din funcția de ministru al apărării naționale la 6 martie 1994. 

## Activitatea diplomatică
Între anii 1995 și 2000, generalul Spiroiu a fost ministru-consilier, Consilier Militar la Misiunea României la ONU din New York. El a fost trecut în rezervă, începând cu data de 30 noiembrie 1997, cu gradul de general de divizie (general cu două stele) prin Decretul nr. 620 din 28 noiembrie 1997 al Președintelui României, Emil Constantinescu. 
Ulterior, generalul în retragere Constantin Niculae Spiroiu a fost înaintat la gradul de general de corp de armată (general cu trei stele) prin Decretul nr. 398 din 29 noiembrie 1999 
și apoi la gradul de general de armată (general cu patru stele) prin Decretul nr. 506 din 30 noiembrie 2000 , ambele decrete fiind semnate de Președintele României, Emil Constantinescu.
Aflat în retragere, Niculae Spiroiu a devenit consultant pe probleme militare, fiind numit ca Director de Proiect pentru combaterea traficului de arme ușoare “SALW”, la Fundația “EURISC” (din iulie 2000), apoi Consilier Principal al ministrului apelor și protecției mediului, organizator al „Gărzii Naționale de Mediu” (iunie 2001 - aprilie 2002). 
În perioada aprilie 2002 - iunie 2004, generalul (r) Niculae Spiroiu a îndeplinit funcția de Înalt Comisar în cadrul Organizației pentru Apărarea Drepturilor Omului (OADO). Din mai 2005, el este Director Executiv la Consiliul Euro-Atlantic România, Casa NATO.
Generalul Spiroiu este membru fondator și membru al următoarelor organizații neguvernamentale: Eurodefence-România, Eurrisc, Casa NATO, Dacia Revival International Society - New York (prim consilier), Propatria, Fundația Colegiului Național de Apărare etc. De asemenea, a îndeplinit pentru o perioadă și funcția de președinte al Secției de Ciclism și Motociclism al Clubului Armatei „Steaua” (1986-1990).
El vorbește limbile franceză și engleză (foarte bine) și limba rusă (bine).

## Activitatea științifică
Generalul Spiroiu este autor a numeroase articole, referate și comunicări științifice din domeniul dezvoltării tehnicii militare, teoriei militare, reformei sistemelor militare, protecției mediului, drepturilor personalului militar și civil din armată etc.
A publicat următoarele lucrări:
- Autovehiculele în Armata Română (Ed. Militară, 1991),
- Revoluțiile industriale și potențialul militar al statelor (Ed. Militară, 1995) - coautor.

## Distincții
În septembrie 2007, Consiliul Județean Argeș i-a conferit generalului în rezervă Niculae Spiroiu titlul de Cetățean de onoare al județului Argeș.

## Citate
„Au fost trase foarte puține gloanțe de către armată și în nici un caz ca urmare a unor ordine exprese. S-a tras numai în câteva împrejurări, ce țin de impulsurile imprevizibile generate spontan de natura umană în momente de asemenea tensiune. În decembrie 1989, armata nu a primit ordin să tragă în demonstranți. Cum i-ați numi pe demnitarii armatei, participanți la evenimentele din decembrie? Eroi, martiri, victime ale propriei funcții? În ansamblu, li se potrivește cel mai bine calificativul de "victime ale propriei funcții". Mai ales datorită faptului că cei mai mulți (cu două-trei excepții, între care generalul Ștefan Gușe și generalul Victor Stănculescu, fiecare pe o altă dimensiune, însă nu fac decât să confirme regula) nu aveau viziunea strategică necesară pentru aproximarea și anticiparea evenimentelor majore.”—Niculae Spiroiu